# كولغيت داردن
كولغيت داردن هو محامي وسياسي أمريكي، ولد في 11 فبراير 1897 في فرانكلين في الولايات المتحدة، وتوفي في 9 يونيو 1981 في نورفك في المملكة المتحدة. نشط حزبياً في الحزب الديمقراطي. وقد انتخب حاكم فرجينيا ‏ (21 يناير 1942 – 16 يناير 1946) وانتخب عضو مجلس نواب الولايات المتحدة عن ولاية فرجينيا ‏ وانتخب عضو مجلس النواب الأمريكي ‏.